# Tamarite de Litera
Tamarite de Litera – gmina w Hiszpanii, w prowincji Huesca, w Aragonii, o powierzchni 110,58 km². W 2011 roku gmina liczyła 3656 mieszkańców.